# Prince Leopold Island
Prince Leopold Island är en ö i Kanada.   Den ligger i territoriet Nunavut, i den nordöstra delen av landet, 3 300 km norr om huvudstaden Ottawa. Arean är 64 kvadratkilometer.
Terrängen på Prince Leopold Island är lite kuperad. Öns högsta punkt är 305 meter över havet. Den sträcker sig 8,9 kilometer i nord-sydlig riktning, och 11,2 kilometer i öst-västlig riktning.